# 빌레 롱
빌레 요나스 롱(핀란드어: Ville Joonas Lång, 1985년 2월 14일~)은 핀란드의 배드민턴 선수, 지도자이다. 2005년부터 2014년까지 핀란드 배드민턴 선수권 대회 10회 연속으로 우승했으며, 2003년에 유럽 주니어 선수권 대회에서 동메달을 획득했다. 2008년과 2012년 하계 올림픽에 핀란드 국가대표로 참가했으며, 2014년 유럽 팀 선수권 대회에서 동메달을 획득했다. 2016년에 은퇴한 후 지도자가 되었으며, 프랑스와 스웨덴 등지에서 배드민턴 코치로 활동했다. 2019년에 국제 배드민턴 연맹(BWF) 선수 위원회 부위원장으로 선출되었다.